# 硒氰酸钠
硒氰酸钠是一种无机化合物，化学式为NaSeCN。

## 制备
硒氰酸钠可由氰化钠溶解硒得到：
NaCN + Se → NaSeCN

## 化学性质
硒氰酸钠遇酸分解：
2 NaSeCN + H2SO4 → Na2SO4 + 2 Se↓ + 2 HCN↑